# 聖安德魯教堂 (普利茅斯)
聖安德魯大教堂（英語：Minster Church of St Andrew），又名普利茅斯聖安德魯教堂（St Andrew's Church, Plymouth），是英國英格蘭德文郡城鎮普利茅斯的一座聖公宗教堂。這座教堂最初是薩頓（後併入普利茅斯）的教區教堂，也是德文郡最大的教區教堂。現在的教堂建築修建於15世紀中期，在2009年被列入大教堂。該教堂現仍十分活躍，是一座福音主義教堂。聖安德魯教堂可能修建在一座撒克遜人教堂原址上，曾附屬於普林普頓修道院。

## 歷史
聖安德魯教堂至少在12世紀初就已經存在，並有可能修建於8世紀。但在15世紀時，由於城鎮的發展，教堂需要擴建。位於北耳堂的大理石雕像墓是唯一現存的早期教堂遺跡。
現在的教堂主要材料是石灰岩和花崗岩，修建於1430年至1490年。在竣工之後，教堂已經進行了三次大規模修復，分別是在1824年由約翰·富斯頓主導；在1875年由喬治·吉爾伯特·斯科特爵士主導；二戰後由弗里德里克·埃切爾斯主導。教堂的塔高136英尺（41），由當地的一位富商Thomas Yogge贊助修建。他自己的住宅就位於教堂南側。
聖安德魯教堂的管風琴是布里斯托以西最大的管風琴，由拉什沃斯和德雷珀製作，喬治·哈利·莫雷頓（George Harry Moreton）、威廉·勞埃德·韋伯和奧斯本·皮斯古德（Osborne Peasgood）設計。

### 二戰
1941年3月，聖安德魯教堂遭到德軍轟炸，並嚴重受損。一位女校長在廢墟中的門上釘了一塊木牌，上書「Resurgam」（拉丁語，意為「我將再起」） ，以表戰時精神。類似情況廣泛出現在歐洲其它被破壞的教堂。釘上木牌的門現名為「Resurgam門」，並固定有花崗岩牌匾。1949年，伊麗莎白公主（後來的伊麗莎白二世）參觀了聖安德魯教堂。聖安德魯教堂在二戰之後得到修復，並修建了一座新的聖壇。1957年11月30日（也是聖安德魯日），教堂重新祝聖。

### 現在
這座教堂屬於聖公會保守福音主義，並且公開支持全球聖公宗前途會議。

## 延伸閱讀
- Fermer, Michael T. and Parkinson, John F., "A Short History and Pictorial Guide to the Church of St Andrew, Plymouth", The Church of St Andrew, Plymouth, May 1975.

## 外部連結

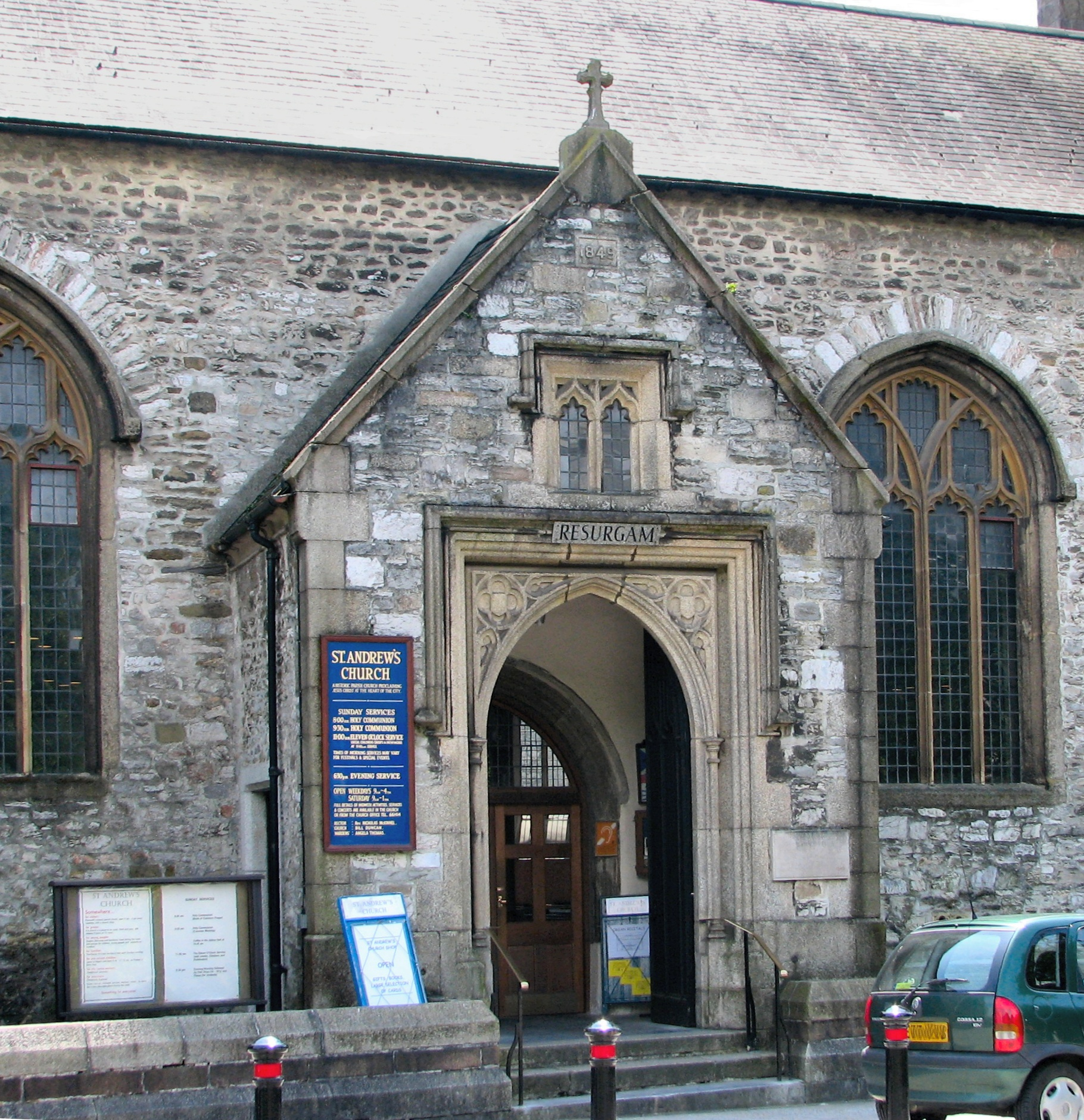
Resurgam門

- Minster Church of St Andrew: a brief history （页面存档备份，存于）
- St. Andrew's Church, Plymouth (official site) （页面存档备份，存于）

50°22′11″N 4°08′24″W / 50.3698°N 4.1399°W